# Alfred Ter-Mkrtčjan
Alfred Ter-Mkrtčjan (* 19. března 1971) je bývalý sovětský a ruský zápasník – klasik arméno-íránského původu, který od roku 1993 reprezentoval Německo.

## Sportovní kariéra
Připravoval se v Moskvě v tréninkovém centru Dinamo. Specializoval se na zápas řecko-římský. V sovětské mužské reprezentaci se pohyboval od roku 1991 ve váze do 52 kg.
V roce 1992 byl vybrán jako člen ruského výběru do sjednoceného týmu postsovětských republik pro start na olympijských hrách v Barceloně. Jako úřadující mistr Evropy potvrdil roli favorita a z prvního místa ve skupině postoupil do finále proti Noru Jonu Rønningenovi. Od úvodu pasivní finále se odehrávalo v boji o úchop a v parteru. Minutu před koncem poslal rozhodčí za pasivitu Nora do parteru a tehdy poprvé v zápase se prolomením jeho obrany ujal koršunem vedení 1:0 na technické body. Závěr zápasu však nezvládl, sedm sekund před koncem ho rozhočí poslal za pasivitu do parteru. Jeho soupeři se podařilo dostat do chvatu a sekundu před koncem podbřišákem otočil skóre na 1:2. Získal stříbrnou olympijskou medaili.
Po uvolenění sovětských hranic na přelomu devadesátých let dvacátého století často hostoval v německé bundeslize. V roce 1993 se dohodl s představiteli německého sportu na reprezentaci. V roce 1996 se kvalifikoval na olympijské hry v Atlantě. V úvodním kole však zaváhal a prohrál 1:3 na technické body se Syřanem Chálidem al-Faradžem a přes opravný pavouk se do bojů o medaile neprobojoval.
Od roku 1997 startoval ve váze do 54 kg. V roce 2000 se kvalifikoval na své třetí olympijské hry v Sydney. V základní skupině neztratil jediný technický bod a z prvního místa postoupil do čtvrtfinále proti jižnímu Korejci Sim Kwon-hoovi. Vyrovnané čtvrtfinále prohrál těsně 4:6 na technické body a obsadil 5. místo. Sportovní kariéru ukončil v roce 2004 po nevydařené kvalifikaci na olympijské hry v Athénách. Věnuje se trenérské práci.

## Výsledky
| Turnaj             | Sovětský svaz | Sovětský svaz | Rusko | Německo | Německo | Německo | Německo | Německo | Německo | Německo | Německo | Německo | Německo |
| Turnaj             | 1990          | 1991          | 1992  | 1993    | 1994    | 1995    | 1996    | 1997    | 1998    | 1999    | 2000    | 2001    | 2002    |
| Turnaj             | 19            | 20            | 21    | 22      | 23      | 24      | 25      | 26      | 27      | 28      | 29      | 30      | 31      |
| Turnaj             | -52           | -52           | -52   | -52     | -52     | -52     | -52     | -54     | -54     | -54     | -54     | -58     | -55     |
| ------------------ | ------------- | ------------- | ----- | ------- | ------- | ------- | ------- | ------- | ------- | ------- | ------- | ------- | ------- |
| Olympijské hry     |               |               | 2.    |         |         |         | úč.     |         |         |         | 5.      |         |         |
| Mistrovství světa  | —             | —             |       | 3.      | 1.      | 3.      |         | 3.      | —       | 3.      |         | úč.     | úč.     |
| Mistrovství Evropy | —             | 3.            | 1.    | —       | 3.      | 2.      | 3.      | —       | úč.     | úč.     | 3.      | —       | —       |
| ME nadějí          | 1.            |               |       |         |         |         |         |         |         |         |         |         |         |